# Нувара-Елія (округ)
Нувара-Елія (синг. නුවරඑළිය දිස්ත්රික්කය, там. நுவரேலியா மாவட்டம்) — один з 25 округів Шрі-Ланки. Входить до складу Центральної провінції країни. Адміністративний центр — місто Нувара-Елія. Площа округу становить 1741 км².
Населення округу за даними перепису 2001 року становить 703 610 осіб. 50,57% населення складають індійські таміли; 40,17% — сингали; 6,55% — ланкійські таміли; 2,35% — ларакалла; 0,15% — малайці; 0,09% — бюргери і 0,12% — інші етнічні групи. 50,10% населення сповідують індуїзм; 39,67% — буддизм; 6,51% — християнство і 2,71% — іслам.

## Історія
Нувара-Елія була заснована Семюелем Бейкером в 1846 році. Хоча місто було засноване англійцями в XIX ст., археологічні знахідки свідчать про те, що ця місцевість була заселена ще в доісторичні часи.
Більшість будівель такі як Котедж королеви, Генеральський будинок, Гранд-готель, міський поштамт та ін. нагадують своїм стилем про колоніальний період. Багато приватних будинків і сьогодні облаштовують свої сади і газони в англійському стилі. Це місто, яке британці називали Малою Англією, було місцем відпочинку на Цейлоні, де британські колонізатори влаштовували полювання на лисиць, оленів та слонів, а завдяки субтропічному високогірному клімату були сприятливі умови для розвитку гри в поло, гольф та крикет.
На курорті Нувара-Елія і її околицях розвинений екотуризм. Туристи з різних куточків світу приїжджають помилуватися величними водоспадами Діялума, Бамбараканда, а також більш мініатюрними, але не менш мальовничими водними каскадами. У 10 км від міста заходиться ботанічний сад Хакгала.
Нувара-Елія — одне з найвідоміших місць з виробництва чаю. Чайні плантації розміщені на висоті від 1400 до 2400 метрів. Чаї Нувара-Елії відрізняється відмінною міцністю та виразним ароматом.